# Evviva la domenica
Evviva la domenica (Father's Weekend) è un film del 1953 diretto da Jack Kinney. È un cortometraggio animato della serie Goofy realizzato, in Technicolor, dalla Walt Disney Productions e uscito negli Stati Uniti il 20 giugno 1953. È stato distribuito anche coi titoli Week-End del padre e, a partire dagli anni novanta, Un weekend con papà. Nel marzo 2000 fu inserito nel film di montaggio direct-to-video I capolavori di Pippo.

## Trama
Dopo una lunga e monotona settimana di duro lavoro, George Geef decide di passare la domenica all'insegna del riposo, ma viene costretto ad alzarsi dal letto sia dal figlio che dalla moglie. Dopo aver fatto colazione, George prova a rilassarsi in giardino, ma sua moglie gli ricorda che lui stesso ha promesso di portare il figlio alla spiaggia. Dopo un lungo e stressante viaggio, padre e figlio giungono al mare. Ma anche qui George non riesce a riposare, perché oltre a dover accudire l'irrequieto figlio è costretto a doverlo inseguire all'interno di un luna park per poi ritrovarsi bloccato in un ingorgo stradale al momento di rientrare. Quella sera, George è contento che il suo "giorno di riposo" sia terminato e che l'indomani ricominci la settimana lavorativa.

## Distribuzione

### Edizione italiana
Il corto è stato distribuito in Italia il 12 marzo 1964 all'interno del programma Pippo, Pluto e Paperino allegri masnadieri; il doppiaggio fu eseguito dalla C.D.C. e curato dal dialoghista Roberto De Leonardis. Nel dicembre 1992 è stato eseguito il ridoppiaggio ad opera della Royfilm con la collaborazione del Gruppo Trenta per la trasmissione televisiva e l'inclusione nel terzo volume della collana di videocassette VideoParade. Tale doppiaggio è stato usato nelle varie occasioni successive.

### Edizioni home video

#### VHS
- Come divertirsi con Paperino & c. (febbraio 1986)[1]
- Come divertirsi con Paperino & c. (gennaio 1990)[6]
- VideoParade vol. 3 (dicembre 1992)[2]
- A tutto Pippo (aprile 2000)

#### DVD
Il cortometraggio è incluso nel DVD Walt Disney Treasures: Pippo, la collezione completa.